# Nowomalyn
Nowomalyn (ukrainisch Новомалин; russisch Новомалин Nowomalyn, polnisch Nowomalin) ist ein Dorf im Süden der ukrainischen Oblast Riwne mit etwa 530 Einwohnern (2024).
Die Ortschaft liegt auf einer Höhe von 214 m am Ufer der Sbytynka (Збитинка), einem 56 km langen, linken Nebenfluss der der Horyn zufließenden Wilija (Вілія), etwa 12 km westlich vom ehemaligen Rajonzentrum Ostroh und 50 km südlich vom Oblastzentrum Riwne. Nahe der Ortschaft befindet sich der Nationale Naturpark „Dermansko-Ostroskyj“ (Національний природний парк «Дермансько–Острозький» Nazionalnyj pryrodnyj park «Dermansko–Ostroskyj»).
Im Dorf findet im Sommer regelmäßig das Festival Nowomalynska Ljubawa (Новомалинська Любава) mit Ritterschlachten, Volkshandwerk, Kutschfahrten und traditionellen Tänzen statt.

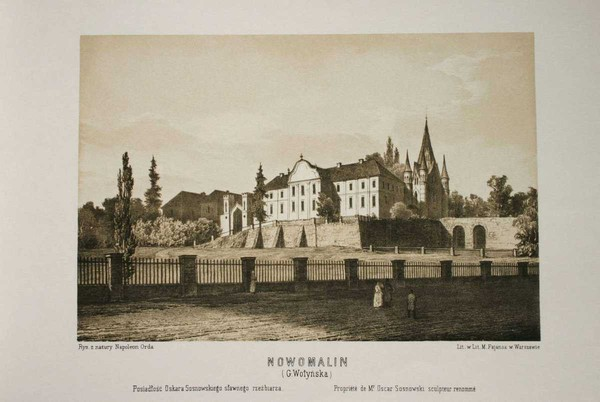
Gesamtansicht des Schlosses von Nowomalyn. Lithographie aus einer Aquarellzeichnung von Napoleon Orda, 1862–1876

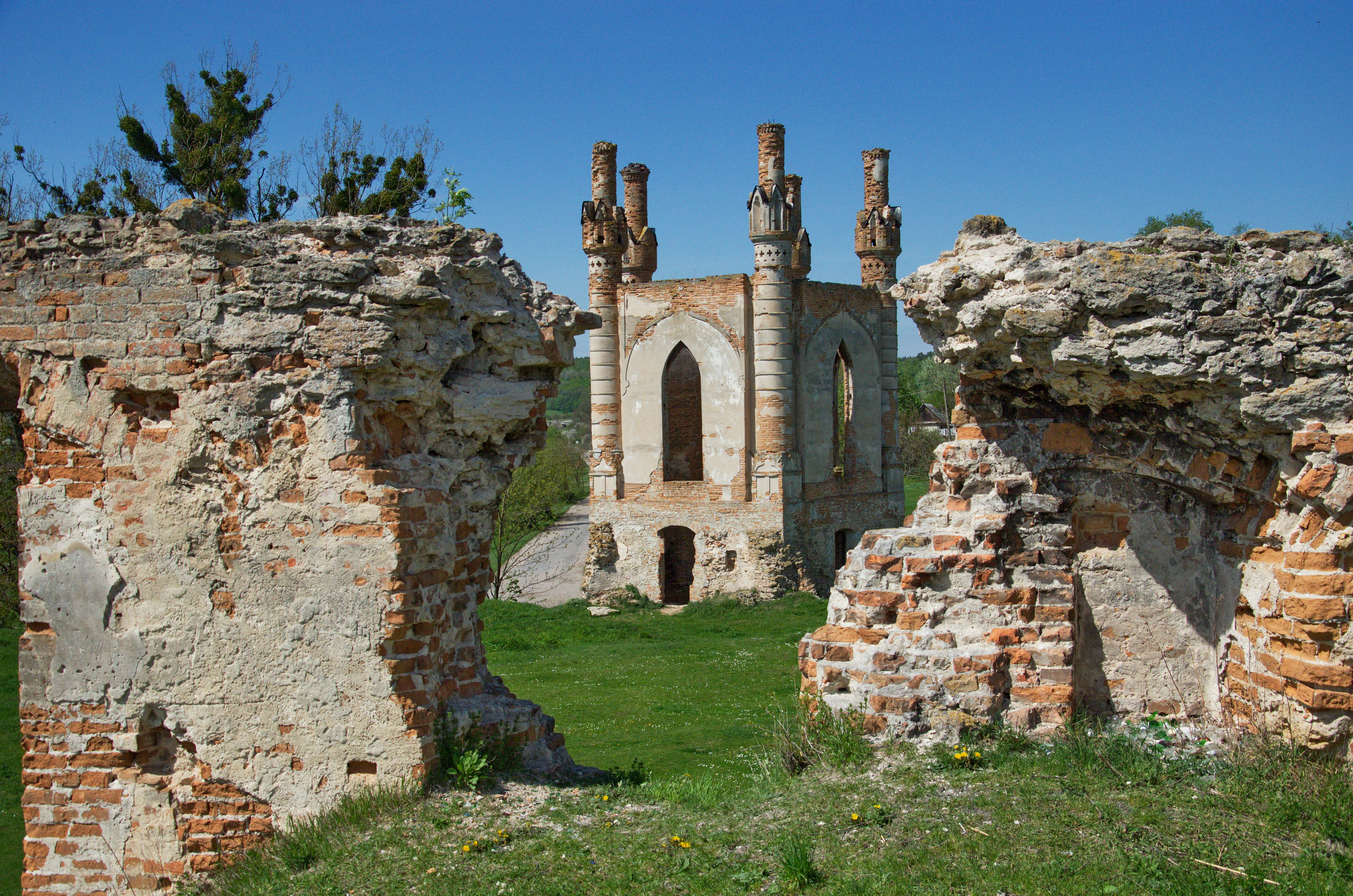
Schlossruine heute

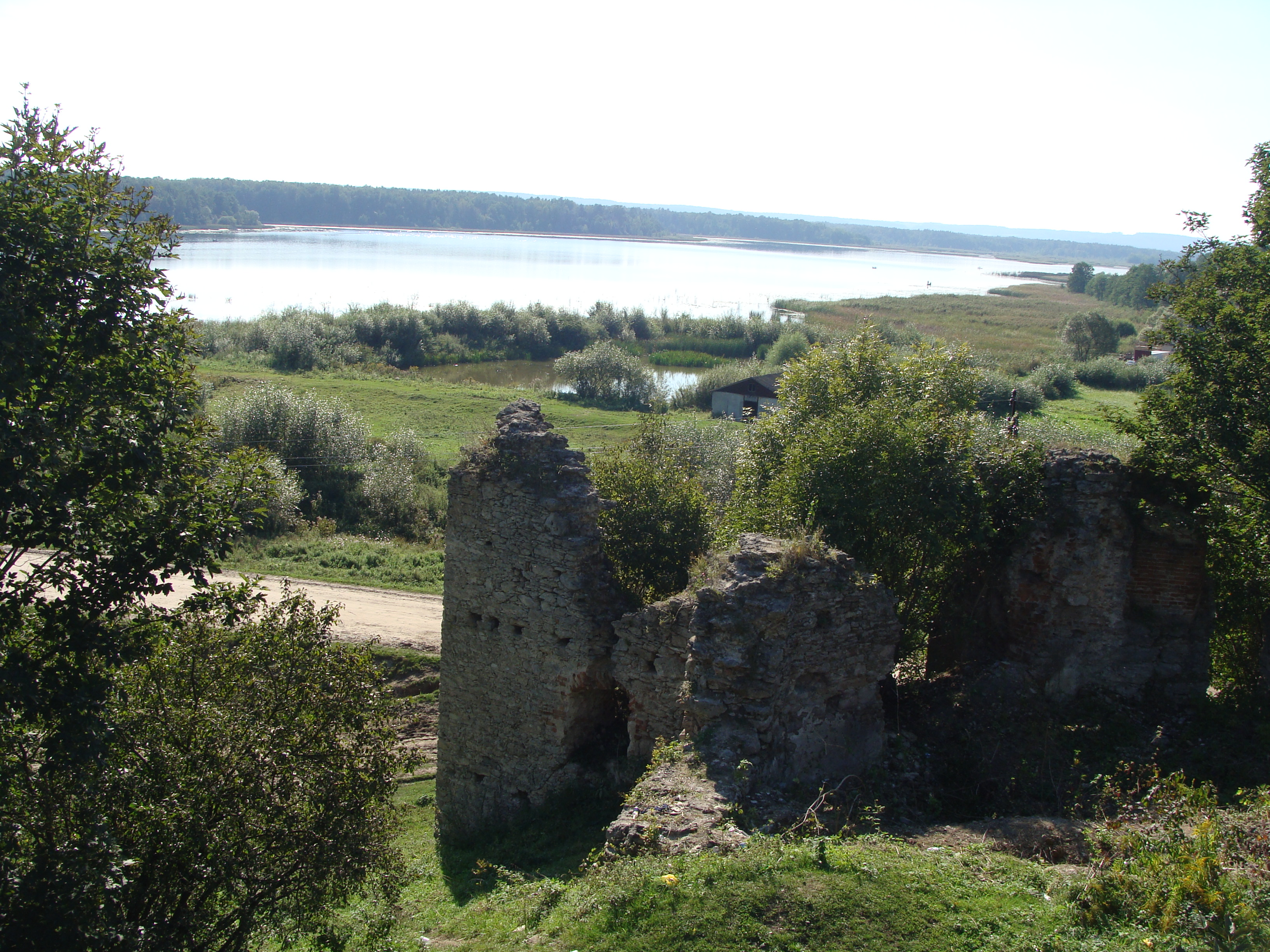
Blick von der Ruine auf die angestaute Sbytynka

Am 12. Juni 2020 wurde das Dorf ein Teil neu gegründeten Stadtgemeinde Ostroh im Rajon Ostroh; bis dahin bildete es zusammen mit dem Dorf Ljutschyn (Лючин) die Landratsgemeinde Nowomalyn (Новомалинська сільська рада/Nowomalynska silska rada) im Westen des Rajons Ostroh.
Am 17. Juli 2020 wurde der Ort Teil des Rajons Riwne.

## Geschichte
Das erstmals 1392 schriftlich erwähnte Dorf erhielt 1590 das Magdeburger Stadtrecht. In der Ortschaft befindet sich die Ruine einer im 14. Jahrhundert erbauten Burg, die im Herbst 1943 zerstört wurde, als Partisanen die in der Burg verschanzte deutsche Garnison angriffen.
Ursprünglich lag das Dorf als Teil der polnisch-litauischen Adelsrepublik in der Woiwodschaft Wolhynien. Nach der 3. Teilung Polens kam es 1795 an das Russische Kaiserreich und dort zum Gouvernement Wolhynien.
Nach dem Ersten Weltkrieg kam das Dorf zunächst zur Westukrainischen Volksrepublik und wurde nach dem Polnisch-Ukrainischen und dem Polnisch-Sowjetischen Krieg im Frieden von Riga als Teil des westlichen Wolhynien 1921 der Zweiten Polnischen Republik zugeschlagen und dort Bestandteil der Woiwodschaft Wolhynien.
Im September 1939 wurde ganz Ostpolen, und damit auch Nowomalyn, wie im Geheimen Zusatzprotokoll des Hitler-Stalin-Pakts mit Deutschland vereinbart, von der Sowjetunion besetzt. Nach dem deutschen Überfall auf die Sowjetunion war die Ortschaft während des Deutsch-Sowjetischen Krieges vom Sommer 1941 bis Anfang 1944 von Deutschland okkupiert und in das Reichskommissariat Ukraine eingegliedert.
Nach dem Zweiten Weltkrieg kam das Dorf im Zuge der Westverschiebung Polens zur Ukrainischen SSR innerhalb der Sowjetunion. Seit deren Zerfall 1991 ist Nowomalyn Teil der unabhängigen Ukraine.